# Giulio Abondante
Giulio Abondante (auch: Giulio Abundante und Giulio dal (del) Pestrino genannt) war ein italienischer Lautenist und Komponist des 16. Jahrhunderts. Von ihm sind in der Zeit von 1546 bis 1587 verschiedene Werke in Venedig im Druck erschienen.

## Werke von Giulio Abondante
- Intabolatura ... sopra el lauto de ogni sorte de balli ... libro primo (1546) (Digitalisat der Österreichischen Nationalbibliothek)
- Intabolatura di lautto libro secondo. Madrigali a5 & a4. Canzoni franzese a5 & a4. Motetti a5 & a4. Reccerari di fantasia. Napolitane a4. (1548) (Digitalisat der Österreichischen Nationalbibliothek)
- Il quinto libro de tabolatura da luto ... Pass’e mezzi & paoane (1587) (Digitalisat der Österreichischen Nationalbibliothek)

## Einspielungen (Auswahl)
- Gagliarda Venetiana auf: Il liuto a Venezia. Massimo Lonardi (* 1953), Laute. Nalesso Records Production, 2002
- O quando a quando havea, Chanson von Adrian Willaert, bearbeitet von Abondante. auf: Adriaen Willaert: Chansons; Madrigali; Villanel. Romanesque. Leitung: Philippe Malfeyt. Aufgenommen im Juni 1994 in L’église Saint-Apollinaire in Bolland. Ricercar, 2012
- La Zizziola auf L’Italie Renaissance CD 4. Doulce Mémoire, Leitung: Denis Raisin Dadre (* 1956). Aufgenommen im Mai 2001 in la Salle des Consuls de Narbonnes. Naïve, 2012